# Klaus-Dietrich Flade
Klaus-Dietrich Flade (* 23. August 1952 in Büdesheim, Rheinland-Pfalz) ist ein deutscher Testpilot und ehemaliger Raumfahrer.
Klaus-Dietrich Flade ist der Sohn des Generalmajors Hans-Ulrich Flade (1925–1999), der als Jagdflieger im Zweiten Weltkrieg diente und 1956 zu den ersten neuen Piloten der Bundesluftwaffe zählte, die auf Strahlflugzeugen ausgebildet wurden.
Nach dem Abitur 1974 trat er in die Bundeswehr ein und durchlief zunächst eine Ausbildung zum Flugzeugmechaniker. Ab 1975 besuchte er die Offizierschule der Luftwaffe in Neubiberg. Außerdem erwarb er einen Pilotenschein. 1976 begann er ein Studium der Luft- und Raumfahrttechnik an der Universität der Bundeswehr München, das er 1980 als Diplom-Ingenieur beendete. Danach war er als Flugzeugführer auf den Mustern F-104 Starfighter und Panavia Tornado eingesetzt. In den Jahren 1988/89 durchlief er eine Ausbildung zum Testpiloten in Manching und an der Empire Test Pilots’ School in Boscombe Down.
Seit 1990 war er Mitglied des deutschen Astronautenteams und war vom 17. bis zum 25. März 1992 als Forschungskosmonaut Mitglied der Mir-92-Mission. Flade war somit der erste westdeutsche Astronaut der nach dem Ende des Kalten Krieges und dem Zerfall der Sowjetunion mit einem Sojus-Raumschiff ins All flog. Im Jahr 1991 war er einer von 61 europäischen Kandidaten bei der ESA-Auswahl von 1991 (einer von fünf deutschen Kandidaten) und stand auf einer Liste von 25 Bewerbern, wurde aber damals nicht ausgewählt. Flade kehrte als Testpilot zurück zur Bundeswehr. Im Rang eines Oberstleutnants schied er 1995 auf eigenen Wunsch aus der Luftwaffe aus und arbeitete anschließend als Testpilot für Airbus in Toulouse (Frankreich), wo er auch für das Operations Management zuständig war. Mittlerweile ist er in den Ruhestand getreten.
Klaus-Dietrich Flade ist verheiratet und hat zwei Kinder.